# Baraeus
Baraeus – rodzaj chrząszczy z rodziny kózkowatych i podrodziny zgrzypikowych. 

## Zasięg występowania
Przedstawiciele tego rodzaju występują w Afryce od Sierra Leone i Etiopii na płn. po Namibię i Mozambik na płd.

## Systematyka
Do Baraeus należy 11 gatunków:
- Baraeus aurisecator
- Baraeus gabonicus
- Baraeus gracilentus
- Baraeus granulosus
- Baraeus itzingeri
- Baraeus orientalis
- Baraeus plagiatus
- Baraeus subvittatus
- Baraeus taeniolatus
- Baraeus tridentatus
- Baraeus vittatus